# Václav Libštejnský z Kolovrat
Václav hrabě Liebsteinský z Kolowrat (14. březen 1634 – 6. říjen 1659) byl příslušník libštejnské větve rodu Kolovratů. Byl nejvýznamnějším mecenášem rodu, kanovníkem Tovaryšstva Ježíšova. Do českých dějin se zapsal především svým finančním darem Tovaryšstvu Ježíšovu ve výši 178 500 zlatých na stavbu chrámu sv. Mikuláše a přilehlého profesního domu v Praze na Malé Straně.

## Život
Syn Zdeňka Lva Libštejnského z Kolovrat (1588–1640; komořího arcivévody Leopolda V. Tyrolského) a Kateřiny z Vrtby (zemřela po r. 1652), dcery Jana Hroznaty z Vrtby a Barbory Čejkové z Olbramovic. Kmotrem se mu stal císařský generalissimus Albrecht z Valdštejna. Hned po narození jej otec zaslíbil Bohu a přál si, aby vstoupil do Tovaryšstva Ježíšova. 

### Studium a vzdělání
Václav Libštejnský z Kolovrat vystudoval jezuitské gymnázium na Malé Straně a pod dojmem vyprávění o skutcích a mučednictví jezuitů ve světě zatoužil kázat evangelium nevěřícím v Asii nebo Americe a dosáhnout mučednické smrti. Rektor pražské koleje jej odmítl přijmout do řádu, protože byl z urozené hraběcí bohaté rodiny. Hrabě Václav proto požádal císaře Ferdinanda III., aby mu umožnil darovat celý majetek Tovaryšstvu Ježíšovu, díky čemuž by pak byl přijat do řádu. To se stalo dne 22. října 1650, kdy jej přijali do noviciátu v Brně, kam ho přivedl slavný filozof a teolog Rodrigo de Arriaga (1592–1667). Zde dne 23. října 1652 složil první slib. V letech 1655–57 navázal studiem filosofie v Olomouci a Praze.
Václav byl velmi nadaným a zbožným studentem. Hovořil česky, německy, italsky, latinsky a řecky, byl schopen číst bibli hebrejsky. Nechtěl používat rodové jméno Kolovrat, aby mu snad nezajišťovalo privilegia, představení mu to ale nedovolili. Po studiích nechtěl působit v Čechách, neboť měl obavy, že bude muset přijmout čestnou funkci v zemské správě.
Mladý hrabě se v roce 1658 dostal na studia teologie v Římě, kde svým nadáním a horlivostí vzbuzoval velká očekávání, ale zemřel dříve, než stihl studium dokončit.

### Mecenášství

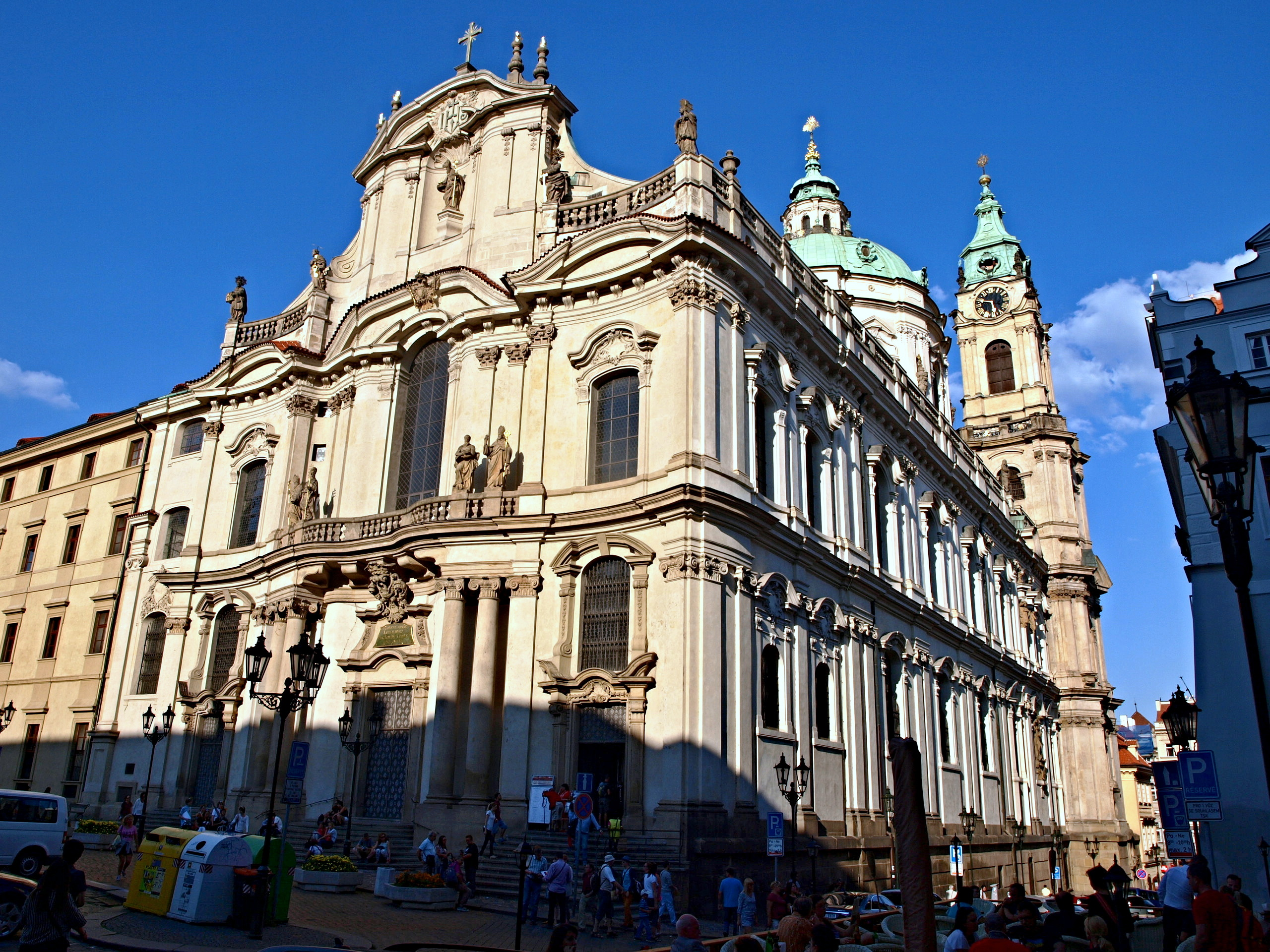
Chrám sv. Mikuláše v Praze na Malé Straně, stavěný v letech 1673/1703–1752, byl zaplacen především z obrovského daru věnovaného hrabětem Václavem Libštejnským z Kolovrat

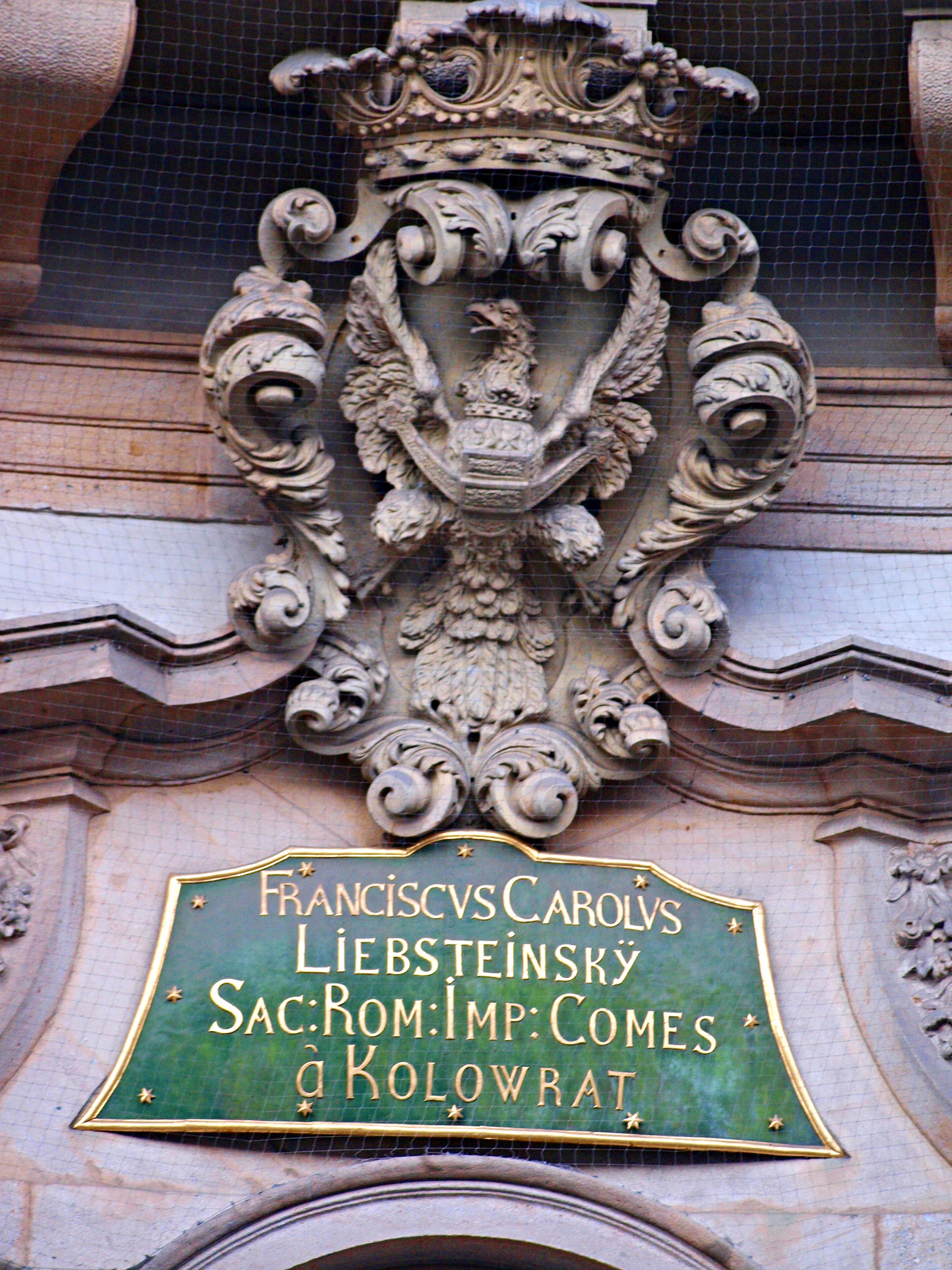
Pamětní nápis s kolovratským erbem nad hlavním portálem svatomikulášského chrámu uvádí jako mecenáše hraběte Františka Karla, ale ne hlavního donátora, totiž jeho synovce Václava

Ke dni 24. 9. 1654 se hrabě Václav zřekl majetku ve prospěch Tovaryšstva Ježíšova a rozhodl se žít v chudobě. Veškeré finance čítající 178 500 zlatých (z toho 50 000 zlatých byla cena panství Střela a Hoštice, které zdědil po svém bezdětném strýci Oldřichu Františkovi Libštejnském z Kolovrat a 31 000 zlatých byl odhad ceny panství Sloup, Konojedy, Řepice a Starosedlský hrádek) určil na stavbu chrámu svatého Mikuláše a profesního domu v Praze na Malé Straně a na zřízení hrobky Kolovratů s novou cínovou rakví pro svého zemřelého otce.
Na štítu kostela sv. Mikuláše na Malé Straně lze nalézt znak druhotného mecenáše stavby, Václavova strýce Františka Karla Libštejnského z Kolovrat, zatímco znak hlavního mecenáše hraběte Václava na průčelí chybí. Byl totiž natolik skromný, že si nepřál, aby bylo jeho jméno se stavbou spojováno, po dokončení stavby byl tedy použit na průčelí chrámu erb jeho strýce, jenž k Václavovu odkazu přidal vlastní menší peněžní dar (30 000 zlatých). Hrabě Václav svou fundaci nechtěl spatřit (a ani nemohl, vždyť základní kámen byl položen až 14 let po jeho smrti), nebudoval památník svému jménu, nýbrž jej nechával budovat Ad maiorem Dei gloriam, K větší slávě boží.

### Smrt
Zemřel na tyfus[nepřesný odkaz] již 6. října 1659 ve věku 24 let, na začátku druhého ročníku studia. Pochován byl v chrámu sv. Ignáce v Římě, pod kaplí sv. Aloise Gonzagy. Jeho jméno se nachází v galerii slavných jezuitů českého původu v refektáři pražského Klementina.